# Dean DeBlois
Dean DeBlois (* 7. června 1970) je kanadský režisér a scenárista. Jeho kariéra začala prací pro animovaný seriál Medvídci Mývalové, kde působil jako animátor.
Jeho prvním režírovaným filmem byl dokument o neohlášených koncertech alternativní kapely Sigur Rós, která pochází z Islandu.
Jeho první zkušenosti s celovečerním filmem byl ve filmu Lilo & Stitch, ke kterému napsal také scénář. S jeho režisérským kolegou Chrisem Sandersem vytvořili první díl filmového animovaného příběhu Jak vycvičit draka.
V roce 2014 je premiéra jeho nejnovějšího animovaného filmu Jak vycvičit draka 2.

## Filmografie (režie)
- 2014	Jak vycvičit draka 2
- 2010	Go Quiet (video film)
- 2010 Jak vycvičit draka
- 2002	Lilo & Stitch
- 2007	Sigur Rós - Heima
- 2019 Jak vycvičit draka 3

## Filmografie (scénář)
- 2014	Jak vycvičit draka 2
- 2010	Jak vycvičit draka
- 2002	Lilo & Stitch